# Тринога Микола Євгенович
Микола Євгенович Тринога (нар. 6 квітня 1945, місто Черкаси, тепер Черкаської області) — український радянський діяч, помічник майстра текстильного цеху № 1 Черкаського заводу хімічного волокна. Депутат Верховної Ради УРСР 9—10-го скликань.

## Біографія
Освіта середня спеціальна.
З 1962 року — учень Черкаського професійно-технічного училища, помічник майстра Черкаського заводу хімічного волокна. 
У 1964—1967 роках — служба в Радянській армії.
З 1968 року — помічник майстра текстильного цеху № 1 Черкаського заводу хімічного волокна імені XXII з'їзду КПРС.
Потім — на пенсії в місті Черкасах.

## Нагороди
- ордени
- медалі